# Crinum virgineum
Crinum virgineum är en amaryllisväxtart som beskrevs av Carl Friedrich Philipp von Martius, Schult. och Julius Hermann Schultes. Crinum virgineum ingår i släktet Crinum, och familjen amaryllisväxter. Inga underarter finns listade i Catalogue of Life.